# Tira diária

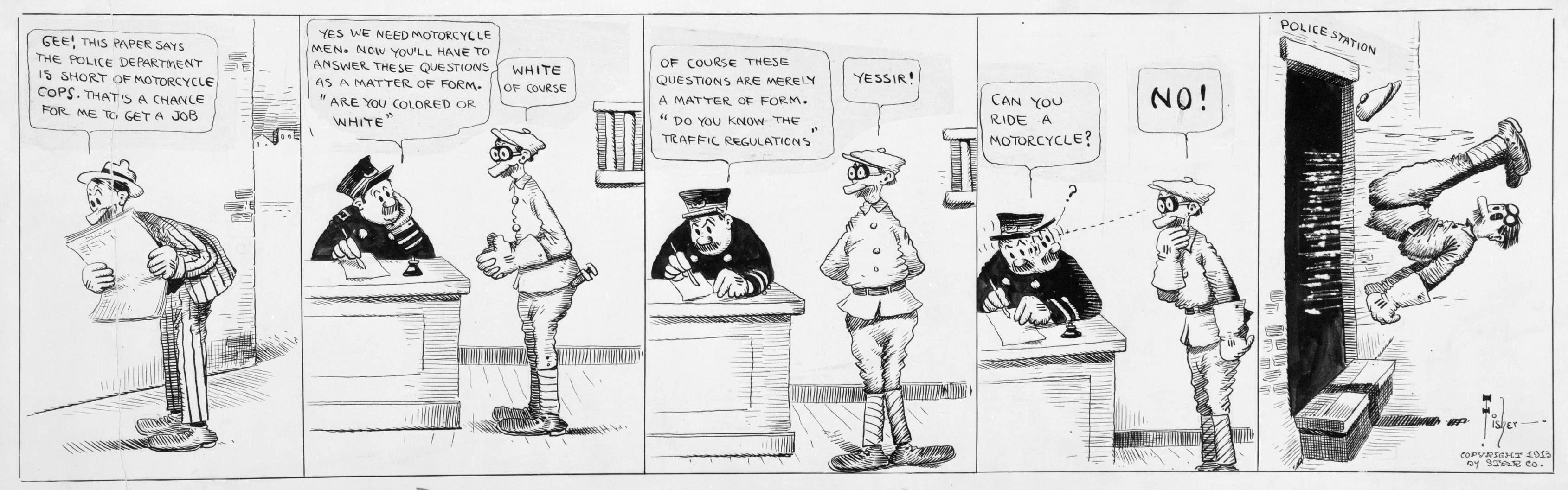
Tira diária de 1913 de Mutt e Jeff de Bud Fisher

Tira diária é formato de tira de banda desenhada publicado em jornais de segunda a sábado, em contraste com uma prancha dominical, que normalmente só aparece aos domingos.
Mutt e Jeff, de Bud Fisher, é comumente considerada como a primeira tira diária, lançada em 15 de novembro de 1907 (sob seu título inicial, A. Mutt) nas páginas de esportes do San Francisco Chronicle. O personagem em destaque já havia aparecido em cartoons por Fisher, mas não tinha nome. Fisher havia abordado seu editor, John P. Young, sobre fazer uma tira regular já em 1905, mas foi recusado. Segundo Fisher, Young disse a ele: "Isso ocuparia muito espaço, e os leitores estão acostumados a ler a página, e não horizontalmente". Outros cartunistas seguiram a tendência de Fisher, como observado pelo historiador das histórias em quadrinhos. RC Harvey:
| “ | A aparência regular da tira e sua popularidade continuada inspiraram imitação, estabelecendo assim a forma da "tira diária" para um certo tipo de cartoon de jornal. Até que Mutt e Jeff definissem a moda, os cartoons de jornais geralmente chegavam aos leitores de duas formas: no domingo, em páginas coloridas de painéis em camadas (algumas como Little Nemo in Slumberland de Winsor McCay, principalmente para crianças): durante a semana , coleções de desenhos em banda desenhada agrupados quase aleatoriamente dentro da borda governada de um grande painel de quadro único (direcionado principalmente para leitores adultos) ... Então, naquele dia de novembro de 1907, Fisher fez história espalhando seus desenhos em seqüência em toda a largura da página de esportes. E quando seu editor consentiu em abandonar a prática usual, o formato diário da banda desenhada estava a caminho de se tornar um elemento obrigatório nos jornais diários. | ” |

No início de 1900, os jornais da manhã e da tarde de William Randolph Hearst em todo o país exibiam bandas desenhadas em preto e branco espalhadas e, em 31 de janeiro de 1912, Hearst apresentou a primeira página de bandas desenhadas diárias completas do país em seu Evening Journal.

## Formato e cor
Os dois formatos convencionais de banda desenhada diária são tiras e painéis de gags simples. As tiras são geralmente exibidas horizontalmente, mais largas do que altas. As tiras são geralmente, mas nem sempre, divididas em vários painéis menores, com continuidade de painel para painel. Os painéis únicos são quadrados, circulares ou mais altos do que largos. Um dos principais painéis de gag por décadas, Grin and Bear It, foi criado em 1932 por George Lichty e inicialmente distribuído pelo United Feature Syndicate.
Ao longo do século 20, as tiras de jornais diários eram geralmente apresentadas em preto e branco e as tiras de domingo em cores, mas alguns jornais publicavam tiras diárias em cores, e alguns jornais, como Grit, publicavam tiras de domingo em preto e branco. Na web, as tiras de jornais diárias geralmente são em cores e, inversamente, alguns quadrinhos da web, como Joyce e Walky, foram criados em preto e branco. Ao longo de décadas, o tamanho das tiras diárias tornou-se cada vez menor, até o ano 2000, quatro tiras  diárias padrão podiam caber em uma área que antes era ocupada por uma única tira diária. Tamanhos maiores retornaram com a distribuição digital de hoje pelo DailyINK e outros serviços.
Durante a década de 1930, a arte original de uma tira diária podia ser desenhada com 25 polegadas de largura por seis polegadas de altura.

## Recortes de arquivo
A popularidade e acessibilidade das tiras significavam que elas eram frequentemente cortadas e salvas ou postadas em quadros de avisos ou geladeiras. Os autores John Updike e Ray Bradbury escreveram sobre suas coleções infantis de tiras cortadas. Muitos leitores se relacionaram com o humor caseiro de J. R. Williams e recortaram seu painel diário de longo prazo, Out Our Way. Como observado por Coulton Waugh em seu livro de 1947, The Comics, evidências anedóticas indicaram que mais cartoons diários de Williams foram cortados e salvos do que qualquer outra tira de quadrinhos de jornais.
As tiras tinham uma forma auxiliar de distribuição quando eram cortadas e enviadas pelo correio, conforme observado por Linda White, do Baltimore Sun: "Acompanhei as aventuras de Winnie Winkle, Moon Mullins e Dondi, e esperei a cada outono para ver como Lucy conseguiria enganar Charlie. Brown tentando chutar aquela bola de futebol. (Depois que eu saía para a faculdade, meu pai cortava essa faixa todos os anos e a enviava para mim apenas para garantir que não perdesse.)".
Agora, coleções de tais tiras diárias cortadas podem ser encontradas em vários arquivos, incluindo o arquivo I Love Comix Archive de Steve Cottle. O historiador de quadrinhos Bill Blackbeard tinha dezenas de milhares de tiras diárias cortadas e organizadas cronologicamente. San Francisco Academy of Comic Art Collection de Blackbeard, que consiste em 2,5 milhões de recortes, folhas de rascunho e seções de quadrinhos, que abrangem os anos de 1894 a 1996, forneceu material de fonte para livros e artigos de Barba Negra e outros pesquisadores. Durante a década de 1990, essa coleção foi adquirida pela Billy Ireland Cartoon Library & Museum, fornecendo ao museu do estado de Ohio a maior coleção do mundo de recortes diários de histórias em quadrinhos de jornais. Em 1998, seis veículos de 18 rodas transportaram a coleção Blackbeard da Califórnia para Ohio.